# Casa regional
Las Casas regionales son instituciones, centros y ateneos que integran a los oriundos de una región o país en una ciudad enclavada en un espacio geográfico distinto al de origen de aquellos.[cita requerida]

## Orígenes
Las corrientes migratorias registradas a partir de mediados del siglo XIX y la propia diversidad de las regiones españolas suscitaron en diversos países del resto de Europa y de Latinoamérica, así como en los principales núcleos urbanos de España la creación de casas regionales donde se reunían los naturales de diversos puntos geográficos.

## Finalidad
Su finalidad fue muy amplia. Se trataba en primer lugar de facilitar al recién llegado una acogida hasta cierto punto familiar en un medio que le era extraño, de auxiliarle en caso de enfermedad o necesidad y también de crear un ambiente en donde combatir la nostalgia de la tierra de origen, circunstancia sobremanera importante entre gallegos, extremeños, vascos y asturianos. Las casas regionales llegaron en ocasiones a operar como pequeños grupos de presión. La creación del Estado de las autonomías ha revitalizado su papel. Algunas casas aspiran de hecho a funcionar como representaciones subsidiarias y fácticas de las regiones de procedencia.

## Fuera de España
Fuera de España, las casas regionales alcanzaron una relevancia muy superior, sobre todo las gallegas y asturianas en Argentina, Cuba y México, y participaron asimismo en la creación de hospitales y otros centros asistenciales.